# Edgar Mavrocordat
Edgar Mavrocordat (n. 5 ianuarie 1857, Iași – d. 19 aprilie 1934, București) , cu numele complet Edgar-Constantin (Alexandru?) Mavrocordat , a fost un diplomat român

## Viața
Edgar Mavrocordat descindea din ramura moldoveană nobilă a familiei Mavrocordaților, fiind strănepotul lui Constantin Mavrocordat (1711-1769), domnitor regent în mai multe rânduri în țările române Moldova și Țara Românească.
În anul 1885, Edgar s-a căsătorit cu Irene de Moret de Blaramberg (1865-1955) , fiica lui Constantin Moret de Blaramberg (1838-1886) (fost aghiotant al domnitorului Alexandru Ioan Cuza și apoi al regelui Carol I al României) și a Mariei Băleanu (1844-1886).

## Activitatea
Între 1899 și 1905 a fost reprezentantul României la Belgrad, între 1905 și 1911 la Haga, între 1911 și 1916 la Viena și între 1921 și 1924 la Tokio.
În perioada 1911 - 1916 a îndeplinit sarcinile de Trimis Extraordinar și Ministru Plenipotențiar la Viena, fiind ultimul reprezentant diplomatic al României în capitala Imperiului Austro-Ungar înainte de dezmembrarea  acestuia în state naționale.
Edgar Mavrocordat a fost diplomatul român care în cadrul unei audiențe speciale solicitate Ministerului de Externe Austro-Ungar, în seara zilei de 27 august 1916, la ora 21, la Ballhausplatz 2 a înmânat nota prin care România declara formal război Imperiului Austro-Ungar, pentru „înfăptuirea unității sale naționale”. Nota a fost primită de secretarul de serviciu la Ministerul de Externe, deoarece ministrul de externe austro-ungar, Stephan Burian, lipsea.